# Vasilij Fedotov
Vasilij Romanovič Fedotov (in russo Василий Романович Федотов?; 15 agosto 1994) è un pallanuotista russo, in forza ai pluricampioni di Russia dello Spartak Volgograd.
Esordisce in campionato nel 2011 e ha sempre giocato nella seconda squadra del club, ragione per la quale non può ancora vantare alcun titolo nel suo palmarès.